# Trnoružica (1959.)
Trnoružica (eng. Sleeping Beauty), američki animirani film iz 1959. godine, producenta Walta Disneyja. To je 16. Disneyjev animirani film koji je snimljen po istoimenoj bajci napisanoj 1697. godine. O zloj vili Zluradi iz filma, 2014. je snimljen istoimeni igrani film, a vilu glumi Angelina Jolie.

## Radnja
Živjeli jednom kralj i kraljica koji su se silno voljeli. Za sreću im je bilo potrebno samo dijete, i napaokon kad su već izgubili svu nadu kraljica rodi prekrasnu djevojčicu i nazvaše je Aurora. Nazvaše je po zori jer im je život ispunila suncem. Sretni što im se želja ispunila kralj i kraljica organizirali su proslavu povodom njenog rođenja, a Aurora je već tada zaručena za princa Filipa. Filip je sin kralja Huberta, te se nakon vjenčanja njega i Aurore dva kraljevstva imaju zauvijek ujediniti. Kralj i kraljica pozvali su cijeli kraj i okolicu na proslavu, a među gostima su bile i tri dobre vile: Flora, Fauna i Sunčica (eng. Merryweather). Flora je podarila princezi dar ljepote, a Fauna dar pjesme. No prije nego što je Sunčica uspjela podariti svoj dar,zapuše snažan vjetar, vrata se otvore snažnim treskom, zagrmjelo je, a s munjama se pojavila zla vila Zlurada (eng. Maleficent). Ona je vidjela da je riječ o nekakvoj proslavi pa se razljutila zato što ona nije pozvana. Tada ugledala malu princezu u koljevci pa je rekla da će otići no prije nego što ode i ona će nešto podariti maloj princezi i reče da će princeza uistinu biti sve draža i ljepša i da će je voljeti svi oko nje, ali prije nego što sunce zađe na njen šesnaesti rođendan udost će prstom na vreteno i umrijet će. No kad je kralj naredio stražarima da je uhvate ponovno je zagrmjelo i zla vila je nestala. Vila Sunčica još nije podarila svoj dar pa može spasiti prncezin život, nije u stanju poništiti Zluradinu kletvu, ali je može ublažiti. Princeza ne će umrijeti nego će zaspati, a iz sna je može probuditi jedino poljubac prave ljubavi. I dalje zabrinut kralj Stjepan naredi spaliti sva vretena u kraljevstvu. Tri dobre vile nastojeći zaštititi Auroru maskiraju se u seljanke i odvedu je u šumsku kolibu gdje će boraviti do svog šesnaestog rođendana.Kad navrši šesnaest kletva će nestati i Aurora će se moći bezbrižno vratiti kući.
Zluradina posluga sastavljena od svinja, trolova, goblina i drugih nakaza bezuspješno traga za princezom, i to cijelo vrijeme za bebom ne shvaćajući da je odrasla. Zlurada gadeći se njihovoj gluposti pošalje svog mezimca gavrana u potragu. Aurora, zbog zaštite preimenovana u Trnoružicu,a vile su je skraćeno zvale Ružica, izrasta je u prelijepu djevojku divnoga glasa koja sanja o zaljubljenosti. Tri vile je pošalju u šumu skupljati bobice kako bi joj priredile rođendanske darove. Dok pjeva u šumi, Aurora privlači pozornost princa Filipa, onog princa za kojeg je od rođenja zaručena. Aurora se na početku sramila jer su joj vile rekle da ne razgovara sa strancima no ni zajedno zaplešu i zaljube se jedno u drugo. Filip jaše na bijelom konju Samsonu. Shvaćajući da mora doma, Aurora bježi od Filipa ne otkrivajući mu svoje ime, ali ga poziva u kolibu na večeru. Vile pokušavaju bez čarobnih štapića prirediti tortu i haljinu i pospremiti kuću, ali im nikako ne ide. Na kraju se ipak odluče poslužiti čarolijom. Flora i Sunčica svađaju se oko boje haljine. Flora neprestano mjenja haljinu u ružičastu, a Sunčica u plavu boju. Od silnog rada čarobnih štapića kroz dimnjak se u visine dižu odsjaji ružičaste i plave boje, što privlači Zluradinog gavrana koji leti u potrazi za Aurorom. Kad dođe u kolibu, Aurora kaže vilama da se je srela jednog mladića i da se zaljubila u njega. One zabrinute ne znajući da je u pitanju princ Filip kažu da se više s njim ne smije viđati jer je već od rođenja obećana jednom princu. Aurora s čuđenjem odgovori da bi trebala biti princeza da se uda za princa. Vile joj otkiju da ona i jest princeza, kraljevna Aurora, a to čuje gavran prisluškivajući na prozoru i tako Zluradina potraga biva uspješnom. U međuvremenu, princ Filip kaže ocu Hubertu da se zaljubio u seljanku i da će se za nju udati. Zabrinuti Hubert bezuspješno ga uspjeva uvjeriti da se mora udati za princezu, a ne za seljanku.
Vile prenose Auroru u palaču, u jednu od soba, gdje je ostavljaju samu tugovati zbog zabranjene ljubavi. U kaminu sobe pojavljuje se Zlurada pretvorena u zeleno hipnotizirajuće svijetlo koje u kaminu stvara vrata koja vode uz stube do najviše sobe najvišeg tornja.Svijetlo vodi hipnotizirajuću Auroru korz ta vrata gdje se svijetlo pretvara u vreteno. Vile osjetivši prisustvo crne magije trče za princezom vičući joj da ne dodiruje ništa. Međutim, u najvišoj sobi najvišeg tornja pod utjecajem Zluradine hipnoze dodiruje iglu vretena i pada u nesvijest. Tri vile zatekoše Zluradu koja im se ruga kako su je mislili nadmudriti i nestaje ostavljajući beživotno tijelo princeze na podu. Dobre vile postavljaju Auroru u postelju u najvišoj sobi najvišeg tornja i učine da cijelo kraljevstvo utone u san. Prije nego što zaspe, Hubert kaže jednoj od vila da je Filip sreo neku seljanku. Filip se prije uspavljivanja kraljevstva uputio u kolibu Aurori, a tamo ga sreće i otima Zlurada i njena posluga. Odvedu ga i zatvore u jednu prostoriju u Zluradinom domu, Zabranjenoj planini. Vile došavši u kolibu zateknu nered i prinčevu lovačku kapu, te shvate da je Zlurada otela Filipa. One se upute na Zabranjenu planinu i pronalaze Zluradinu poslugu kako slavi plešući oko vatre pred njenim prijestoljem. Zlurada pođe u sobu u kojoj sjedi okovani Filip i ismijava ga govoreći kako Aurora sada spava i sanja o zaljubljenosti te da će ga pustiti nakon sto godina kao starca ići gdje hoće. Zlurada zadovoljna napušta Filipa ismijavajući ga na njegov bijes. Vile ušavši u sobu oslobode princa kojeg pronalazi gavran i počne glasno graktati. Princa obdare čarobnim mačem istine i štitom vrlina. Zluradina posluga baca kamenje i strijele, ali vile ih pretvaraju u mjehuriće i cvijeće. Sunčica je uspjela pretvoriti gavrana u kip. Zlurada vidjevši da je princ pobjegao okruži neprohodnim trnjem i šibljem palaču kralja Stjepana. Princ uz pomoć vila krči trnje i šiblje. Iznenađena Filipovim uspjehom Zlurada dolazi pred palaču i kaže princu da će se sad morati boriti s njom i sa svim silama pakla. Zlurada se pretvori u golemog crno-ljubičastog zmaja koji riga vatru. Filip naizgled bespomoćan na rubu litice uperi mač istine pravo u zmajevo srce. Zmaj (Zlurada) padne niz liticu i od njega ostane pepeo. Princ ulazi u palaču i u najvišoj sobi najvišeg tornja probudi i razveseli Auroru poljupcem. Kraljevstvo oživi, a Aurora i Filip se vjenčaju. Vile nastavljaju borbu oko boje haljine i dok par pleše neprestano je mijenjaju iz ružičaste u plavu i obrnuto. Aurora i Filip žive sretno do kraja života.

## Likovi
Ime dano princezi od strane njenih roditelja je Aurora (lat.: zora), kao i u baletu Čajkovskog. U izvornoj Perraultovoj bajci Aurora je ime princezine kćeri. Ime Trnoružica prvi put se javlja u inačici braće Grimm. Ironično, princeza Aurora, glavni lik filma, u njemu se izuzme li se pojavljivanje kao dijete na krštenju pojavljuje tek osamnaest minuta. To je najčešća kritika ovom nagrađivanom uspješnom filmu. Princ je dobio ime Filip po vojvodi od Edinburgha, britanskom princu i suprugu kraljice Elizabete II. Filip je prvi imenovani Disneyjev princ. U Snjeguljici i sedam patuljaka i Pepeljugi prinčevo ime nigdje se ne spominje. Zla vila u hrvatskom prijevodu nazvana Zlurada u izvorniku se zove Maleficent, što je pridjev izveden iz latinskog koji znači štetan, zlonamjeran. Trnoružičina majka u filmu se nigdje ne imenuje, ali po Disneyjevoj legendi zove se Leah, premda je uvijek nazivaju samo kraljicom. Walt Disney je predložio da sve tri dobre vile izgledaju istovjetno, ali su animatori Frank Thomas i Ollie Johnston prigovorili misleći da to ne bi bilo uzbudljivo. Stoga vile imaju različitu osobnost, izgled i boju, baš kao glasovit Disneyjev trio patke Huey, Dewey i Louie. U Perraultovoj priči postoji sedam vila (šest dobrih i jedna zla), ali je tu odlučeno odstupiti od izvorne priče. U određivanju izgleda zle vile odlučilo se ne prikazati je kao staru ružnu baku, jer bi tako izgledala suviše slično krinki zle kraljice u Snjeguljici i sedam patuljaka i zloj maćehi Lady Tremaine u Pepeljugi. Stoga se animator Marc Davis odlučio za elegantniji izgled. U svojim istraživanjima srednjovjekovnih umjetničkih djela odlučio se za ženu iz slika vjerske prirode, ali vražji odjevenu s odjećom nalik plamenu, haljinom čije rubnice podsjećaju na šišmiševa krila i rogovima na glavi koji okrunjuju dojam negativke. Nekoliko scena iz ovog filma došlo je iz odbačenih ideja za prethodne Disneyjeve animirane filmove. To su spavanje junakinje, zarobljavanje i ismijavanje princa od strane negativke i prinčev odvažan bijeg iz svoje palače.

## Vanjske poveznice
- Cijeli film na YouTubeu